# Mercury–Atlas–10
A Freedom 7-II a tervezett amerikai Mercury Atlas-10 űrhajó hívójele lett volna.
Az utolsó Mercury űrhajót, a Faith 7-et 1963 májusában indították útjára. A küldetés majdnem másfél napig tartott, ez hosszabb időtartam volt, mint az azt megelőző összes amerikai űrutazás együttvéve. A Gemini-program (az első amerikai többszemélyes űrhajó) első emberes rajtjára legkorábban 1965-ben kerülhetett sor, addig a NASA mérnökei szerettek volna többnapos küldetések emberi/technikai hatásairól tapasztalatot szerezni és 1963 októberében még egy Mercury űrhajót pályára állítani. A háromnaposra tervezett út űrhajósának az első amerikai asztronautát, Alan Shepardot választották. Shepard első repülésén a Mercury kabin neve Freedom 7 volt, innen ered az új hívójel.
A küldetést 1963. június 12-én törölték.

## Személyzet
- Alan Shepard

### Tartalék személyzet
- Gordon Cooper

## Külső hivatkozások
- A Mercury-program története (angol) Archiválva 2007. április 27-i dátummal a Wayback Machine-ben